# Gio Ponti
Giovanni Ponti, más conocido como Gio Ponti (Milán, 18 de noviembre de 1891-Milán, 16 de septiembre de 1979), fue un arquitecto, diseñador industrial, artista y publicista italiano.

## Biografía
Sus padres fueron Enrico Ponti y Giovanna Rigone. En 1921 se casó con Giulia Vimercati y tuvieron cuatro hijos y ocho nietos.
Se graduó en Arquitectura en el Regio Istituto Tecnico Superiore di Milano (actual Politécnico de Milán) y en 1921 abrió un estudio con Mino Fiocchi y Emilio Lancia. Debutó como proyectista en 1923 participando en la Bienal de Artes Decorativas de Monza.
Puso su atención, además de en la arquitectura, en el diseño de muebles, accesorios, maquinaria, lámparas, textiles, cerámicas, objetos de vidrio, objetos de mesa, exposiciones y producciones teatrales.
De 1923 a 1930 trabajó para la fábrica de cerámica Richard Ginori.
Fundó la revista Domus en 1928 y la dirigió hasta su muerte.
Desde 1936 a 1961 fue profesor en la Facultad de Arquitectura del Politécnico de Milán y en 1941 fundó la revista "Estilo", publicada hasta 1947.
En 1951 se asoció con Alberto Rosselli y el ingeniero Antonio Fornaroli, con quienes formó el estudio Ponti Fornaroli Rosselli (PFR), activo hasta 1976.

## Obras
Una de sus obras es la Torre Pirelli, construida entre 1956 y 1961, antigua sede de la firma homónima. Más tarde se convirtió en la sede de la "Regione Lombardía". Está ubicada en Milán, junto a  la estación Central del ferrocarril. En esta misma ciudad proyectó, con Emilio Lancia, la Torre Rasini. En el continente americano destacan la Villa Planchart (1953-1957) en Caracas y el Denver Art Museum (1970-1971) de Denver.
Entre sus obras de diseño pueden mencionarse la silla "Superleggera" de 1955 y el mobiliario para los transatlánticos "Giulio Cesare" y "Andrea Doria".

Arquitecturas diseñadas por Gio Ponti, fotografiadas por Paolo Monti
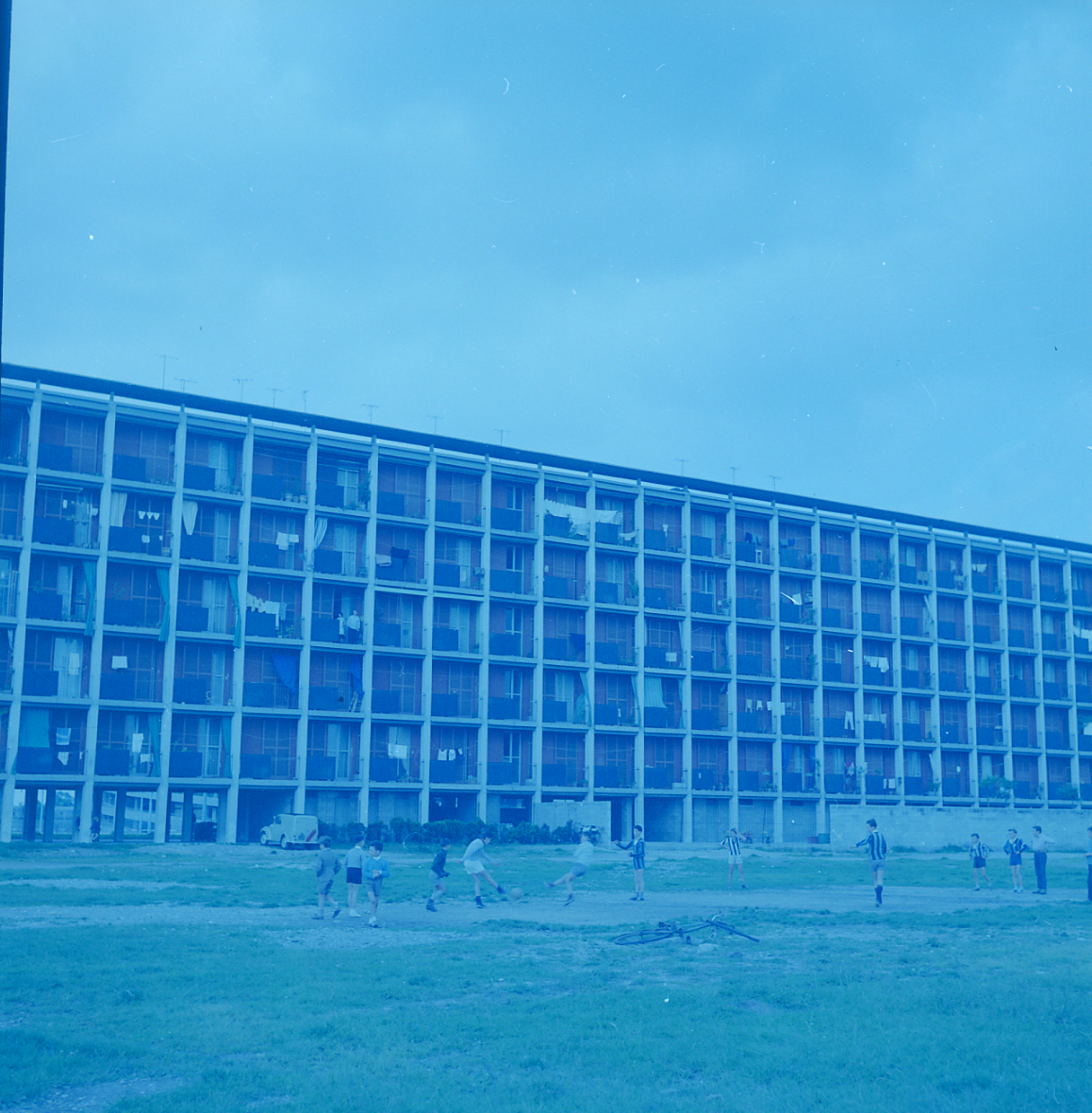
Barrio Harar, Milán (1950)
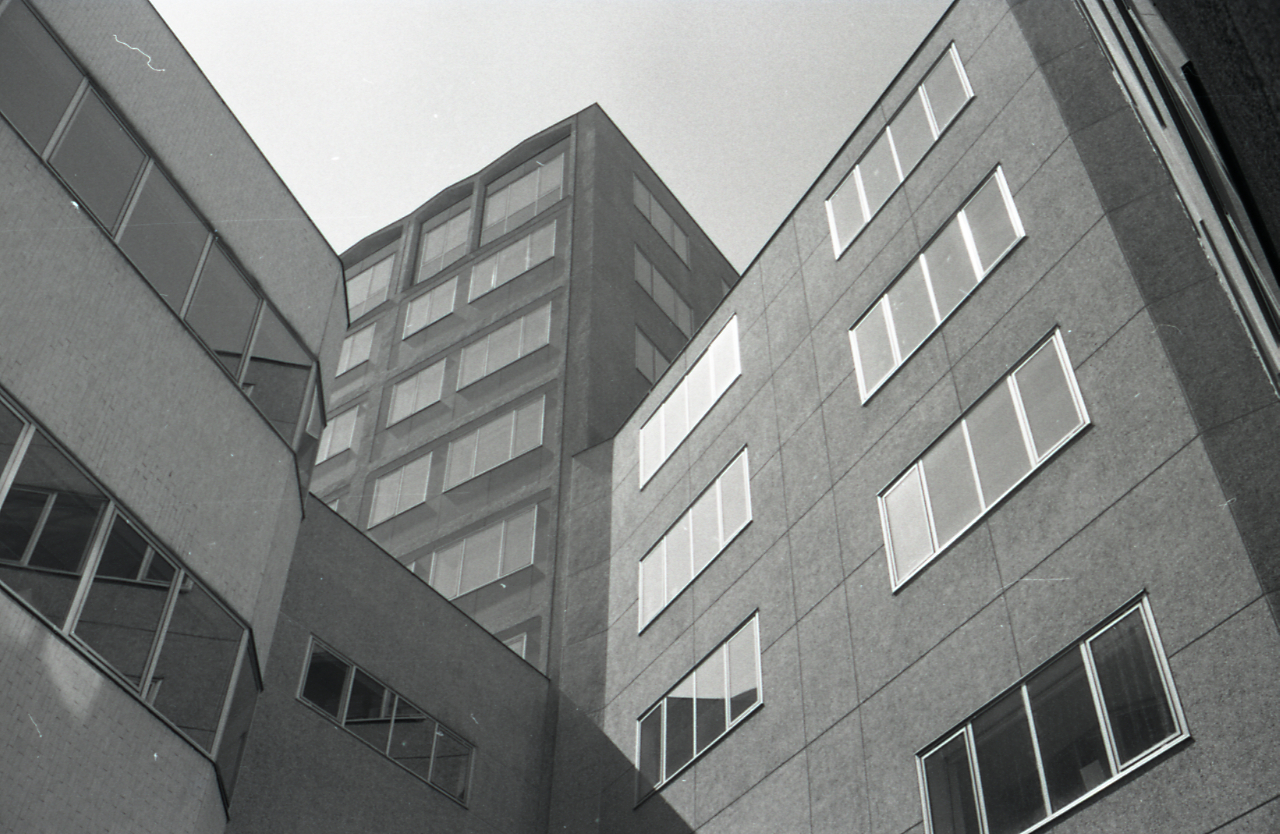
Edificio RAS, Milán (1956-1960)

Diseños de Gio Ponti, fotografiados por Paolo Monti
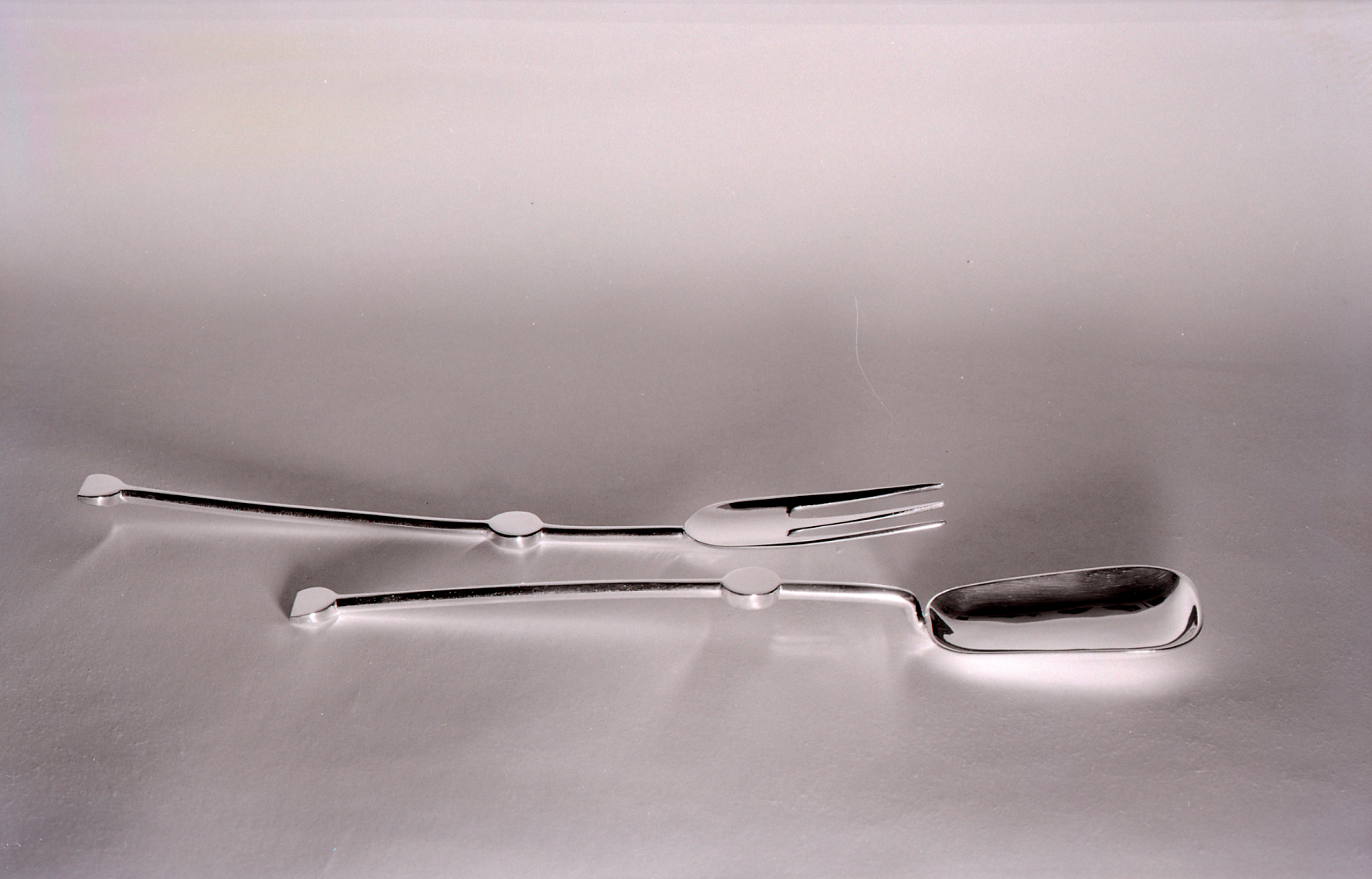
Cuchara de postre y tenedor (Sabattini); foto 1963.
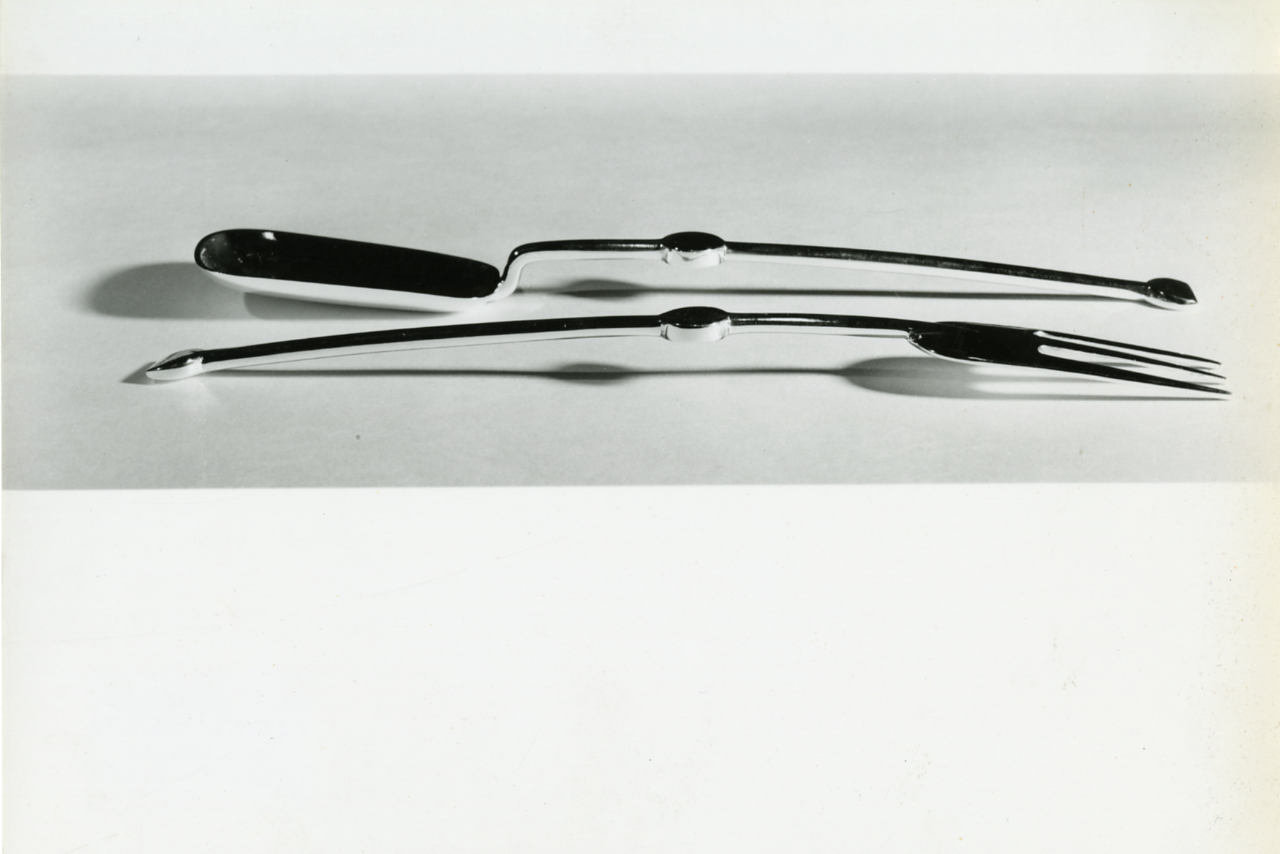
Cubiertos, 1955-1958 ca.
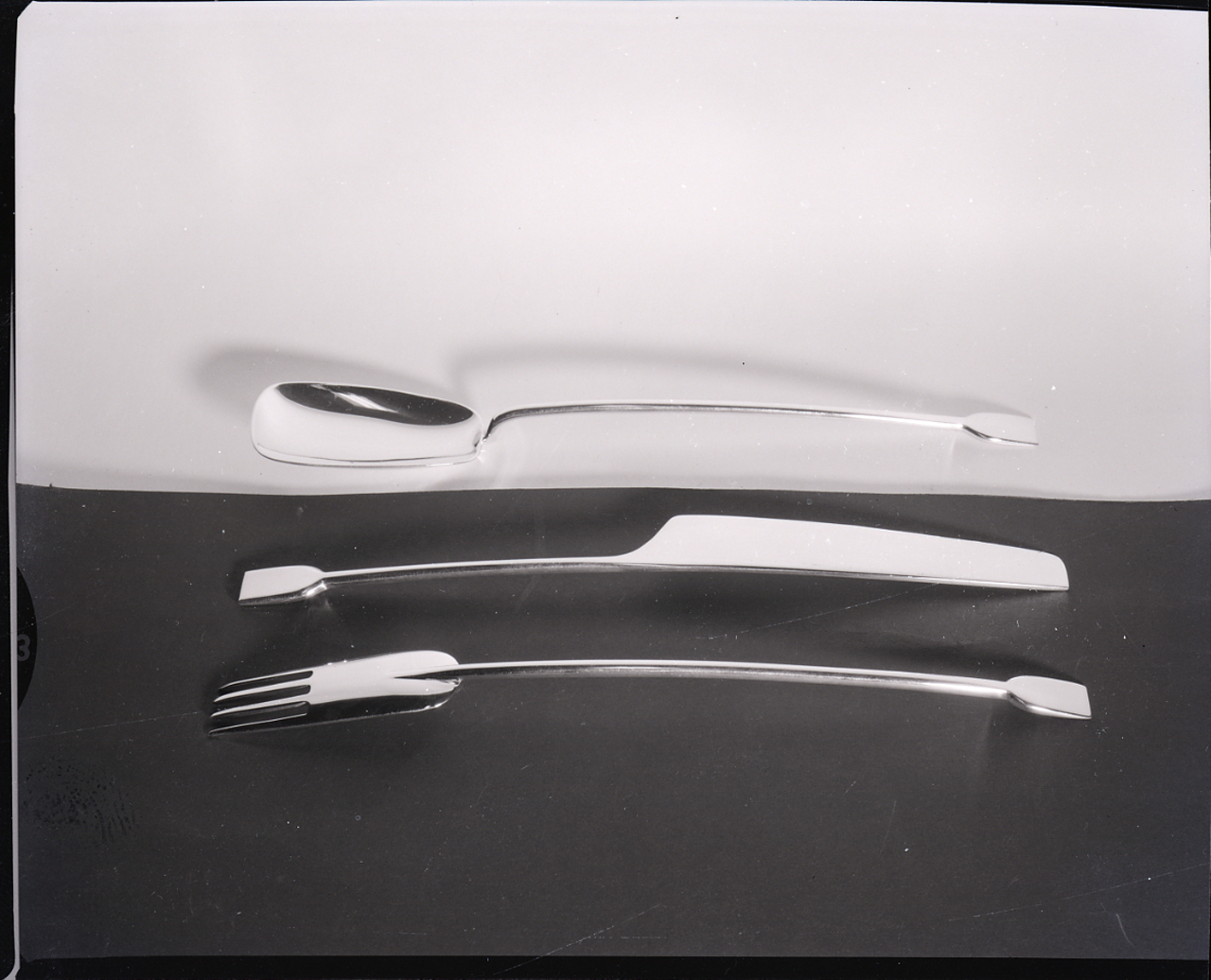
Cubiertos, 1955-1960 ca.
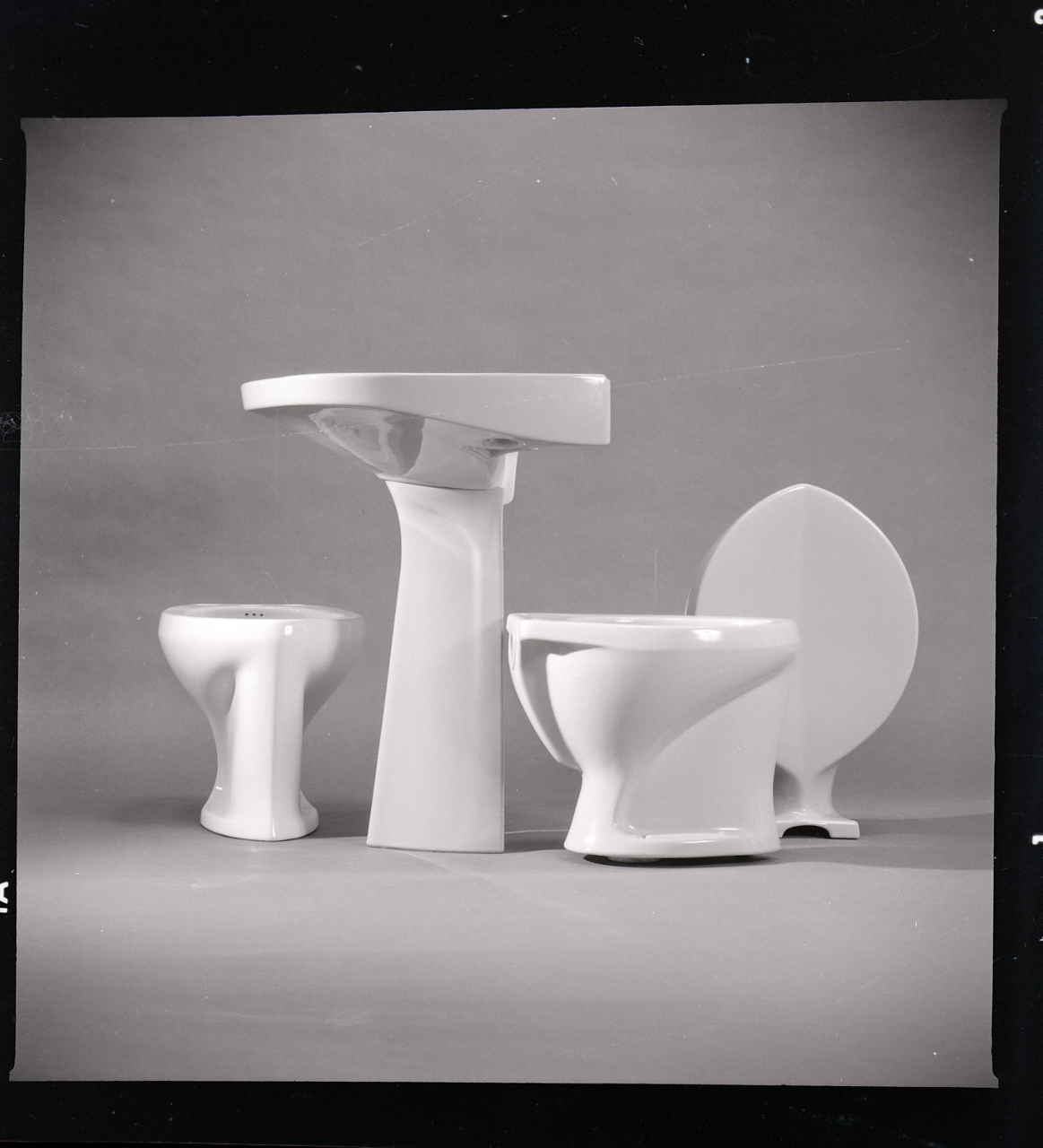
Muebles de baño de cerámica por Ideal Standard, 1954 ca.